# Neroli Fairhall
Neroli Susan Fairhall MBE (26 de agosto de 1944 - 11 de junio de 2006) fue una atleta de Nueva Zelanda y la primera competidora parapléjica en los Juegos Olímpicos.

## Biografía
Nacida en Christchurch en 1944, Fairhall comenzó a practicar tiro con arco después de un accidente de moto que la paralizó de la cintura para abajo, poniendo fin a su carrera deportiva anterior. Pudo competir en los Juegos Olímpicos de Los Ángeles 1984 representando a Nueva Zelanda y terminando en el puesto 35. Fue la primera parapléjica en competir en los Juegos Olímpicos.
Ganó el oro cuando el tiro con arco se introdujo por primera vez en los Juegos de la Mancomunidad en Brisbane en 1982. 
Campeona nacional durante muchos años, Fairhall ganó medallas y obtuvo títulos en los Juegos Paralímpicos, Campeonatos Mundiales de Tiro con Arco IPC y distintos torneos internacionales. Participó en cuatro Juegos Paralímpicos de Verano, en 1972, 1980, 1988 y 2000. En sus primeros Juegos Paralímpicos compitió en atletismo. En los Juegos de 1980, participó tanto en atletismo como en tiro con arco, ganando una medalla de oro en este último deporte. En los Juegos Paralímpicos de Seúl 1988 y Juegos Paralímpicos de Sídney 2000 compitió solo en tiro con arco.  
En los Honores de Año Nuevo de 1983, fue nombrada miembro de la Orden del Imperio Británico, por servicios de tiro con arco y a discapacitados. Continuó entrenando en su club de tiro con arco de Christchurch después de retirarse. Murió el 11 de junio de 2006, a los 61 años, debido a una enfermedad derivada de su discapacidad.